# 江尻隆
江尻 隆（えじり たかし、1947年5月16日 - ）は、日本の弁護士（第二東京弁護士会）。西村あさひ法律事務所パートナーを経て名取法律事務所シニアパートナー。
旧あさひ法律事務所の創立者の1人である渉外弁護士。M&Aなどの分野で活躍する。マイカルの民事再生手続における申立代理人などを務めた。

## 略歴
- 1961年 開成学園卒業[2]
- 1967年3月 東京大学法学部第1類（私法コース）卒業[3]
- 1969年3月 司法修習修了（第21期）
- 1969年4月 弁護士登録（東京弁護士会）
- 1970年 ハーヴァード・ロー・スクール修了（LL.M.）
- 1971年-1977年 アンダーソン・毛利・ラビノウィッツ法律事務所（現・アンダーソン・毛利・友常法律事務所）[2]
- 1977年11月 桝田淳二とともに桝田江尻法律事務所（後のあさひ法律事務所国際部門）開設（同事務所パートナー）
- 1986年9月-1994年 日弁連国際交流委員会副委員長
- 1992年-1994年 IPBA（Inter-Pacific Bar Association）金融機関・取引委員会副委員長
- 1995年5月-1999年 IPBA事務総長
- 1998年9月 日米欧委員会（後の三極委員会）委員
- 2000年11月 株式会社有線ブロードネットワークス（後の株式会社USEN）監査役
- 2003年6月 株式会社あおぞら銀行監査役
- 2004年6月 安藤建設株式会社監査役[1]
- 2006年6月 カゴメ株式会社監査役[1]
- 2007年7月 統合に伴い西村あさひ法律事務所へ移籍（同事務所パートナー）
- 2010年 ディップ監査役[2]
- 2015年 ウィズ・パートナーズ取締役[2]
- 2017年 株式会社ALBERT取締役、オービック取締役、名取法律事務所シニアパートナー[2]